# 나스닥 리가

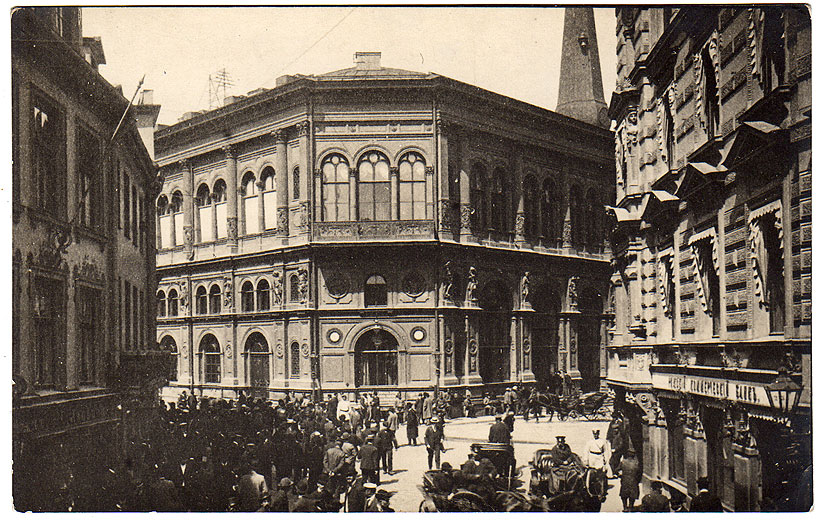

나스닥 리가(Nasdaq Riga)는 예전에는 리가 증권거래소(라트비아어: Rīgas Fondu birža)로 불려진 라트비아의 증권거래소이다. 1993년에 설립되었다.
현재는 나스닥 노르딕의 산하 증권거래소로 편입되어있다.

## 같이 보기
- 나스닥 코펜하겐
- 나스닥 스톡홀름
- 나스닥 헬싱키
- 나스닥 빌뉴스
- 나스닥 탈린
- 나스닥 아이슬란드